# Kivenappa Ladies Cup
Il Kivenappa Ladies Cup è un torneo professionistico di tennis giocato su campi in terra rossa. Fa parte dell'ITF Women's Circuit. Si gioca annualmente a San Pietroburgo in Russia.

## Albo d'oro

### Singolare
| Anno | Campionessa          | Finalista          | Punteggio     |
| ---- | -------------------- | ------------------ | ------------- |
| 2012 | Aljaksandra Sasnovič | Polina Vinogradova | 1–6, 6–3, 6–0 |
| 2013 | Polina Vinogradova   | Sofia Shapatava    | 6–4, 7–6(7–2) |

### Doppio
| Anno | Campionesse                       | Finaliste                                | Punteggio |
| ---- | --------------------------------- | ---------------------------------------- | --------- |
| 2012 | Olga Doroshina Yuliya Kalabina    | Darya Lebesheva Julia Valetova           | 6–0, 6–4  |
| 2013 | Viktorija Kan Ganna Poznikhirenko | Justyna Jegiołka Noppawan Lertcheewakarn | 6–2, 6–0  |